# Santuario di Częstochowa
Il santuario di Częstochowa è uno dei più importanti centri di culto cattolico della Polonia. Ogni anno vi giungono oltre quattro milioni di pellegrini.
Il santuario si trova nella città di Częstochowa, nel voivodato della Slesia.

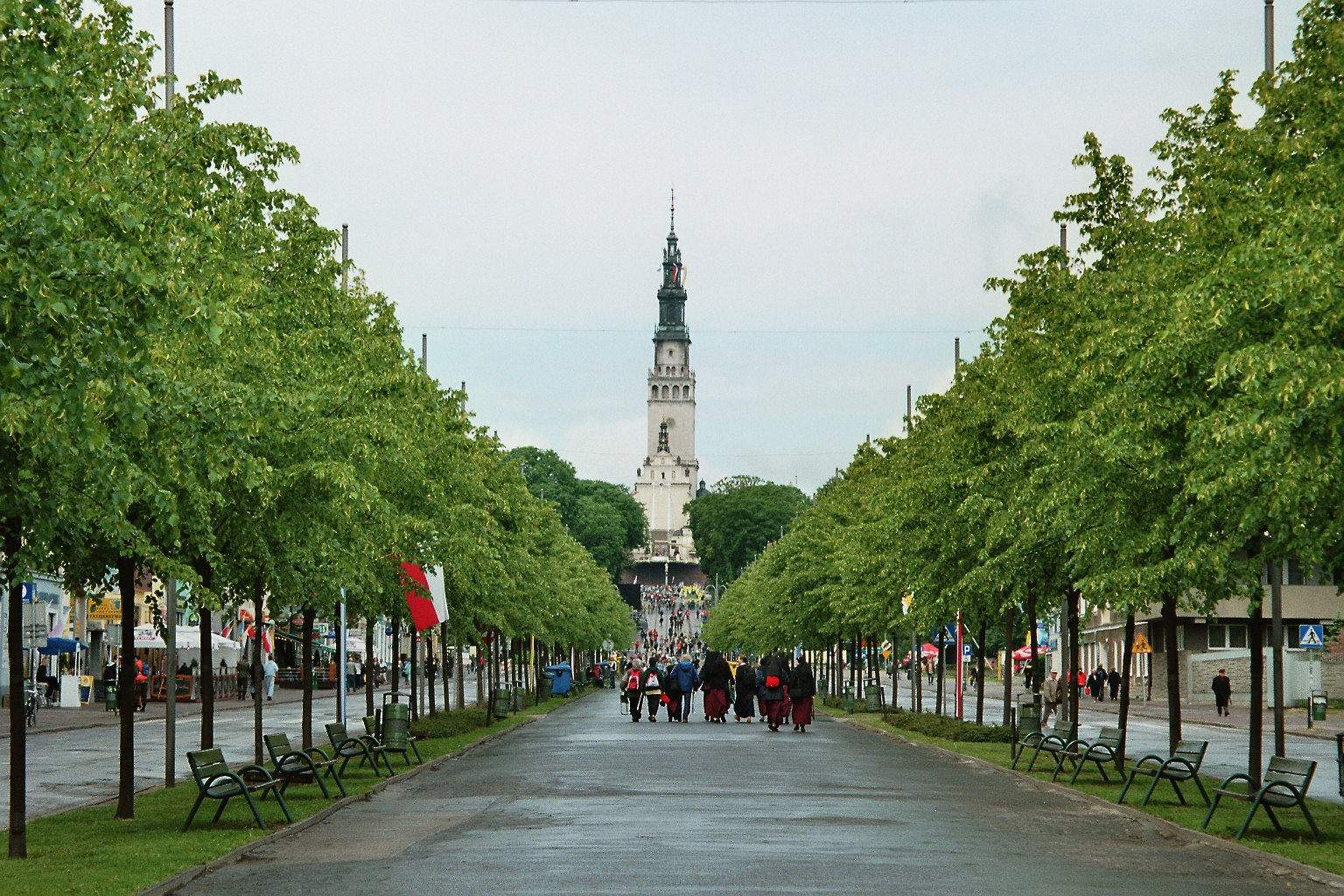
Santuario di Częstochowa

A Jasna Góra (lat. Clarus Mons, ita. Monte Chiaro) è conservata l'icona della Madonna di Częstochowa, così cara al popolo polacco da meritare a Częstochowa il titolo di "Capitale della Corona di Polonia".
Fondato da Luigi I d'Ungheria e dal suo collaboratore di corte Ladislao di Opole, il santuario è curato da sempre dall'ordine ungherese dei Paolini.
Da allora i re polacchi hanno sempre indirizzato a Jasna Góra una grande venerazione. Il principe Ladislao Jagellone fu fondatore della chiesa. I re, a incoronazione avvenuta, erano soliti recarvisi per rendere omaggio alla Madonna Nera. L'unico a non esserci mai andato è stato l'ultimo re Stanislao Augusto Poniatowski.

## Storia del santuario

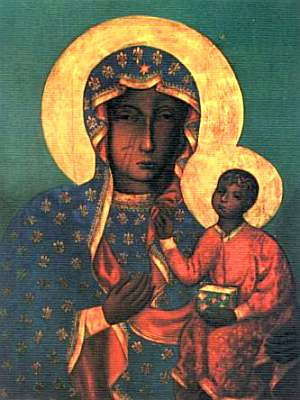
La Madonna di Częstochowa, secondo la tradizione dipinta dall'evangelista san Luca

Come detto, oggetto di culto è l'icona della Madonna Nera col Bambino, di tradizione medioevale bizantina. La tradizione vuole che sia stata dipinta da san Luca che, essendo contemporaneo alla Madonna, ne avrebbe dipinto il vero volto. L'icona venne portata dall'Ucraina a Jasna Góra nel 1382 dal principe Ladislao di Opole, che fece costruire il monastero sulla cima della collina sovrastante la città e vi chiamò i Monaci paolini per curare il santuario.
Nel 1430, durante le guerre degli Ussiti, l'icona venne profanata a colpi d'ascia che le avrebbero provocato un miracoloso sanguinamento, e ancora oggi sono visibili gli sfregi.
Nei primi decenni del Seicento, per proteggere il monastero, furono costruite fortificazioni, all'interno delle quali vegliava costantemente una guarnigione militare. Nel 1655, per due mesi, Jasna Góra resistette all'assedio dell'esercito svedese.
Negli anni 1770-1771 fu invasa dalle truppe dei Confederati di Bar che qui si difesero contro i russi e nel 1809 resistette poi all'assedio degli austriaci, ma, quattro anni più tardi, si arrese all'esercito russo.
Il santuario, oltre ad essere un luogo ricco di storia, è anche un luogo di cultura: possiede una biblioteca che raccoglie oltre 40 000 pregiati manoscritti.

## Il pellegrinaggio a piedi verso il Santuario
Fin dal medioevo da tutta la Polonia si svolge il pellegrinaggio a piedi verso il santuario di Częstochowa dove è conservata l'immagine della Madonna con il Bambino, da secoli oggetto di culto e di venerazione. In tutti i momenti di difficoltà della Polonia il popolo polacco si è stretto attorno alla Madonna Nera del Santuario di Jasna Góra a Częstochowa incrementando così il numero di pellegrini. Ancora oggi questo pellegrinaggio vede la partecipazione di decine di migliaia di persone che in estate si mettono in marcia a piedi verso il santuario.
Questo tipo di pellegrinaggio si svolge da giugno a settembre, normalmente il periodo scelto è quello attorno a ferragosto. Il pellegrinaggio a piedi dura diversi giorni ed i pellegrini percorrono anche centinaia di chilometri lungo oltre 50 percorsi da tutta la Polonia, il più lungo dei quali è di 600 km. I percorsi più famosi sono quelli che partono da Varsavia (9 tappe, 243 km, dal 6 al 14 agosto) e da Cracovia (6 tappe, 150 km, dal 6 all'11 agosto). Il più antico e rinomato rimane però quello che parte da Varsavia che si svolge dal 1711 e che arriva per la festa dell'Assunzione della Santissima Maria Vergine (il 15 di agosto).
Questo pellegrinaggio è stato fatto anche da Karol Wojtyła (papa Giovanni Paolo II) nel 1936 partendo da Cracovia. Nel periodo in cui la Polonia era governata dal regime comunista il pellegrinaggio ha visto un incremento di adesioni raggiungendo nei primi anni ottanta anche un milione di partecipanti . Attualmente i pellegrini a piedi sono oltre 200 000. Negli ultimi 30 anni hanno preso parte a questo pellegrinaggio anche molti giovani provenienti dai paesi occidentali in particolare italiani, essendo tale pellegrinaggio proposto a chi si diploma o si laurea, per la necessità di affidare alla Madonna una fase delicata della vita.
La preghiera (trad. in italiano) riportata generalmente nei santini della Madonna Nera, ai fini di una sua grazia, è la seguente:
"O Chiaromontana Madre della Chiesa, con i cori degli angeli e i nostri santi patroni, umilmente ci prostriamo di fronte al Tuo trono. Da secoli Tu risplendi di miracoli e di grazie qui a Jasna Gòra, sede della Tua infinita misericordia. Guarda i nostri cuori che ti presentano l'omaggio di venerazione e di amore. Risveglia dentro di noi il desiderio della santità; formaci veri apostoli di fede; rafforza il nostro amore verso la Chiesa.
Ottienici questa grazia che tanto desideriamo: ..... /
O Madre dal volto sfregiato, nelle Tue mani pongo me stesso e tutti i miei cari. In Te confido, sicuro della Tua intercessione presso il Tuo figlio, a gloria della Santissima Trinità. (3 Ave Maria). Sotto la Tua protezione ci rifugiamo, o Santa Madre di Dio: guarda a noi che siamo nella necessità. Nostra Signora della Montagna Luminosa, prega per noi." (sintetico del santuario di Częstochowa)

## Galleria d'immagini

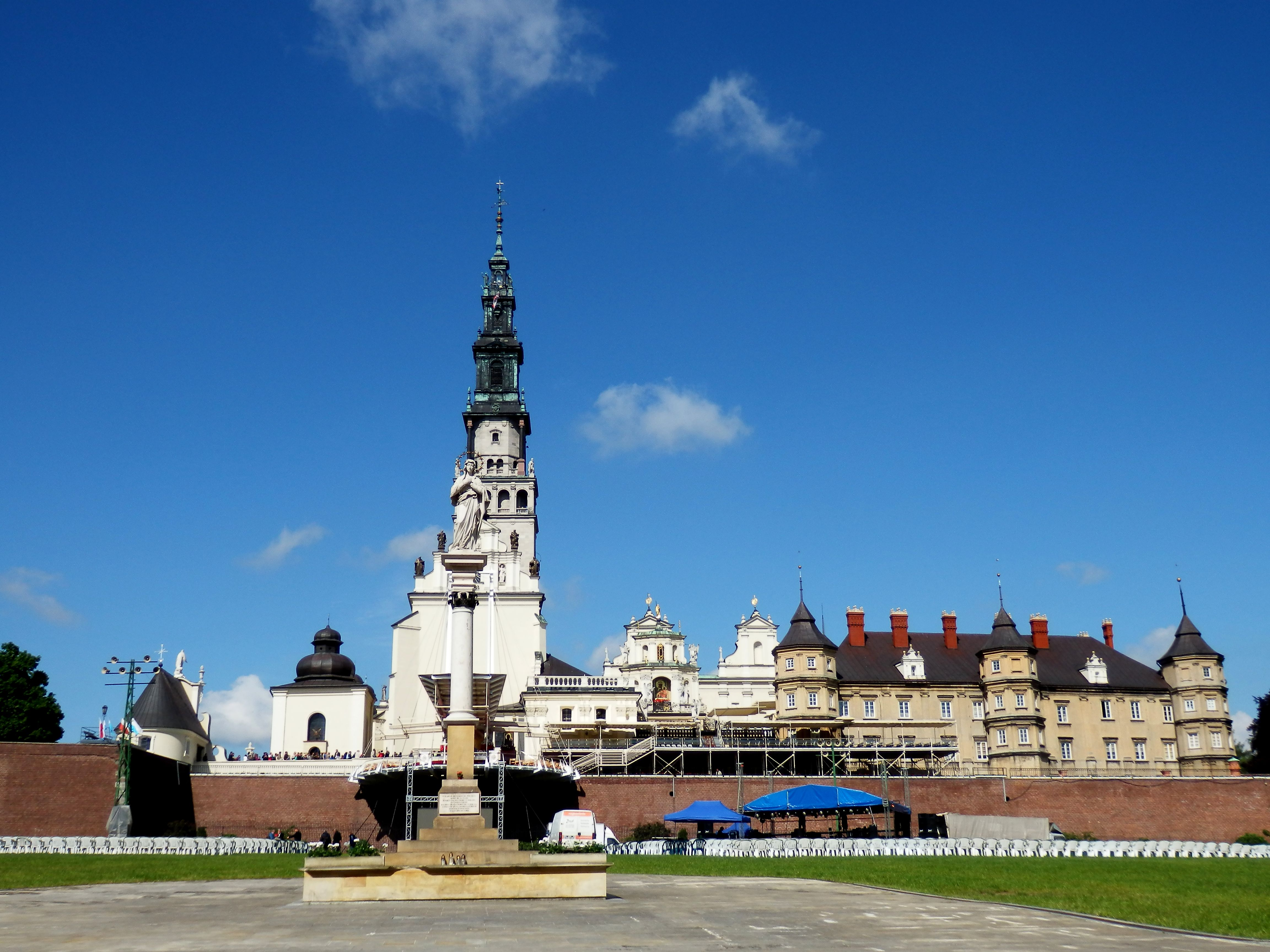
Santuario di Częstochowa
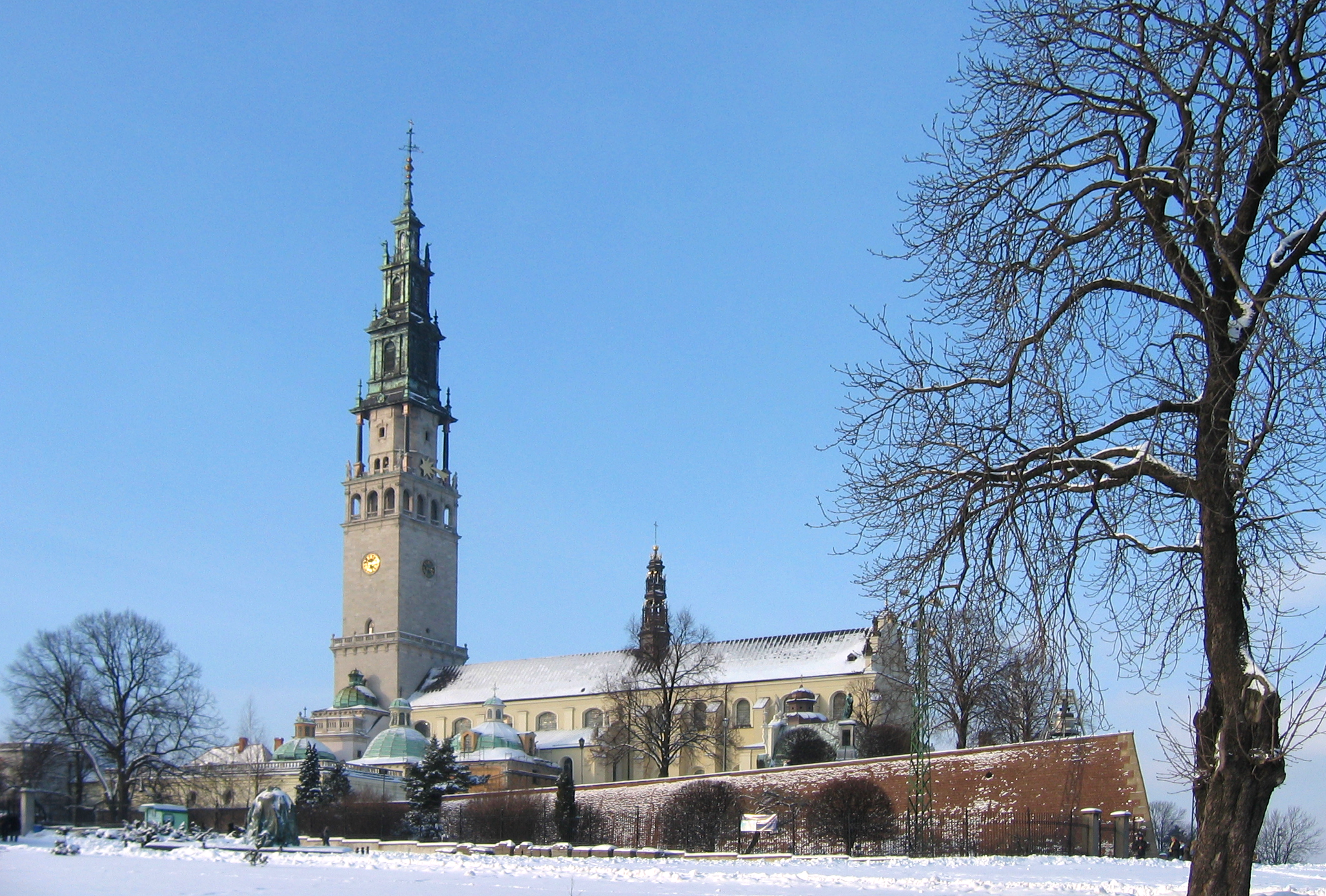
La basilica di Jasna Góra
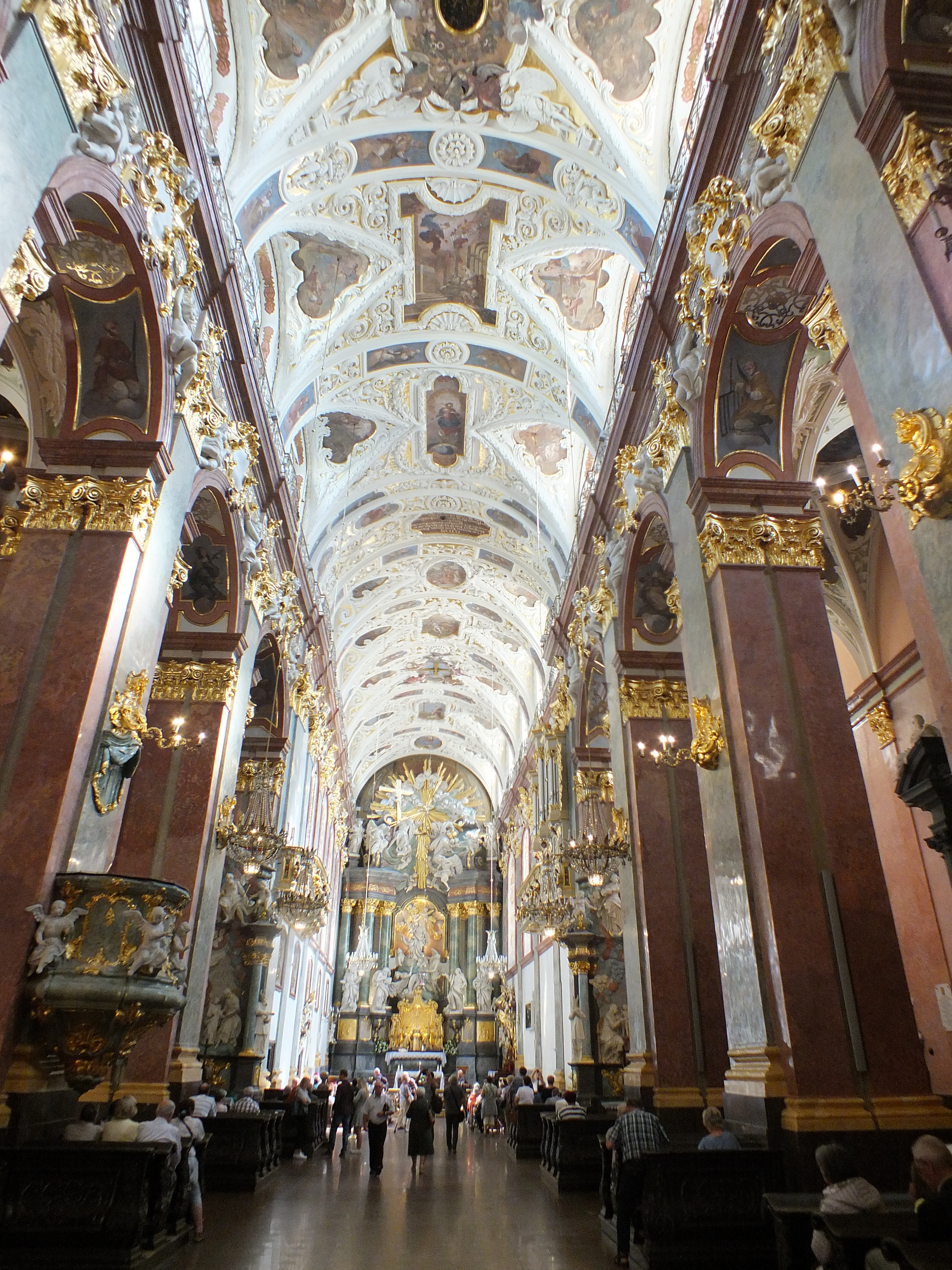
La navata centrale della basilica
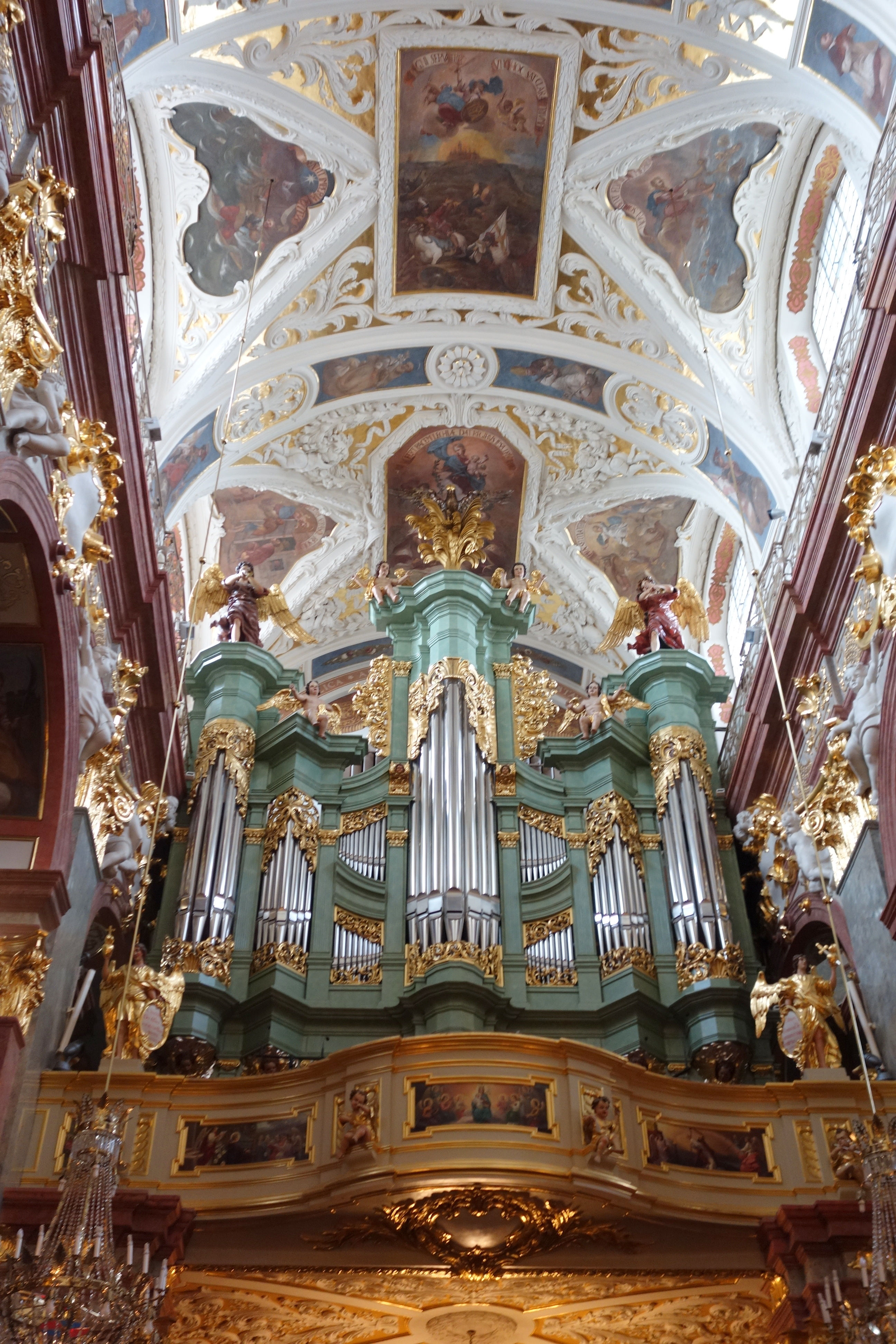
L'organo della basilica
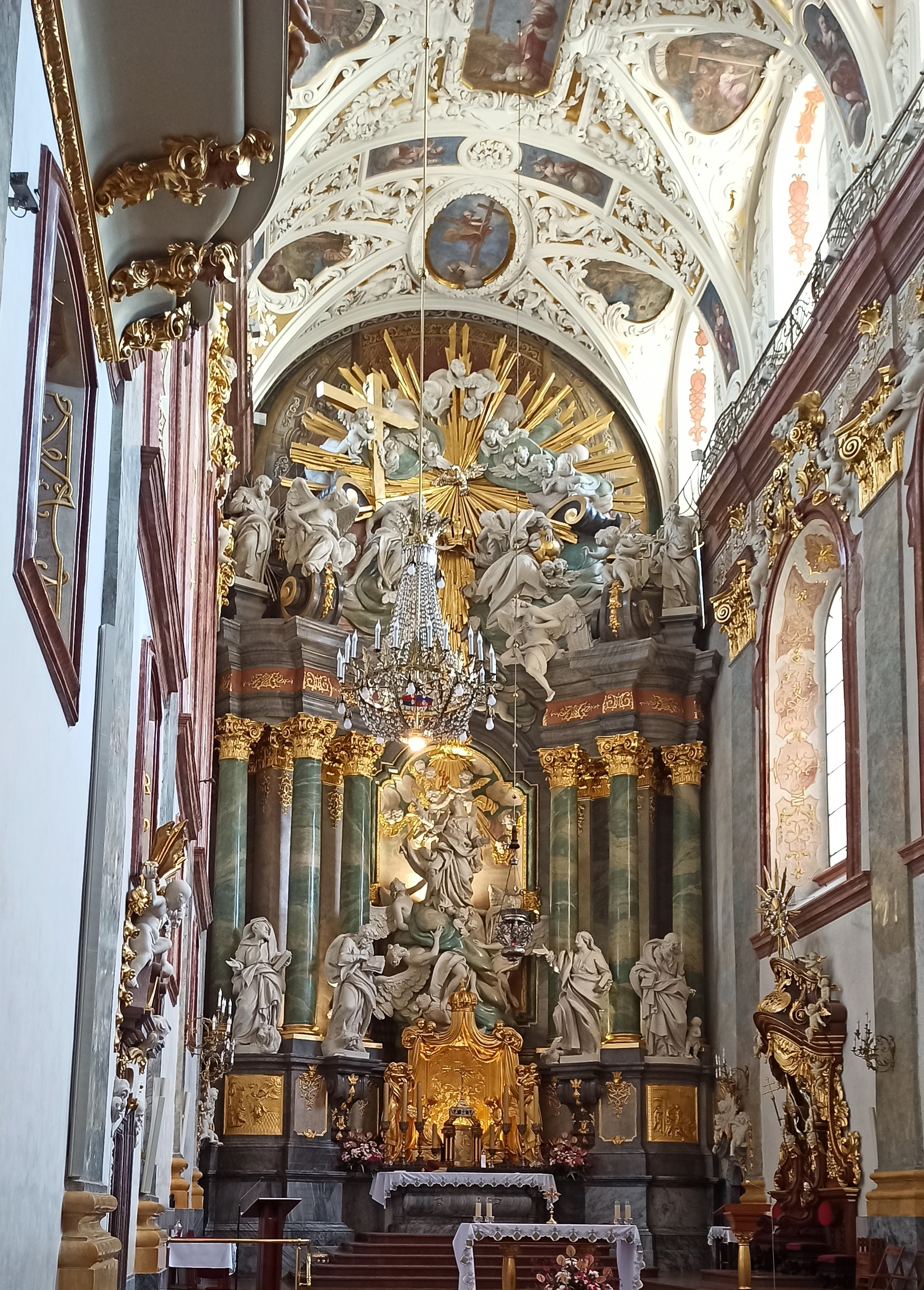
L'altare principale della basilica
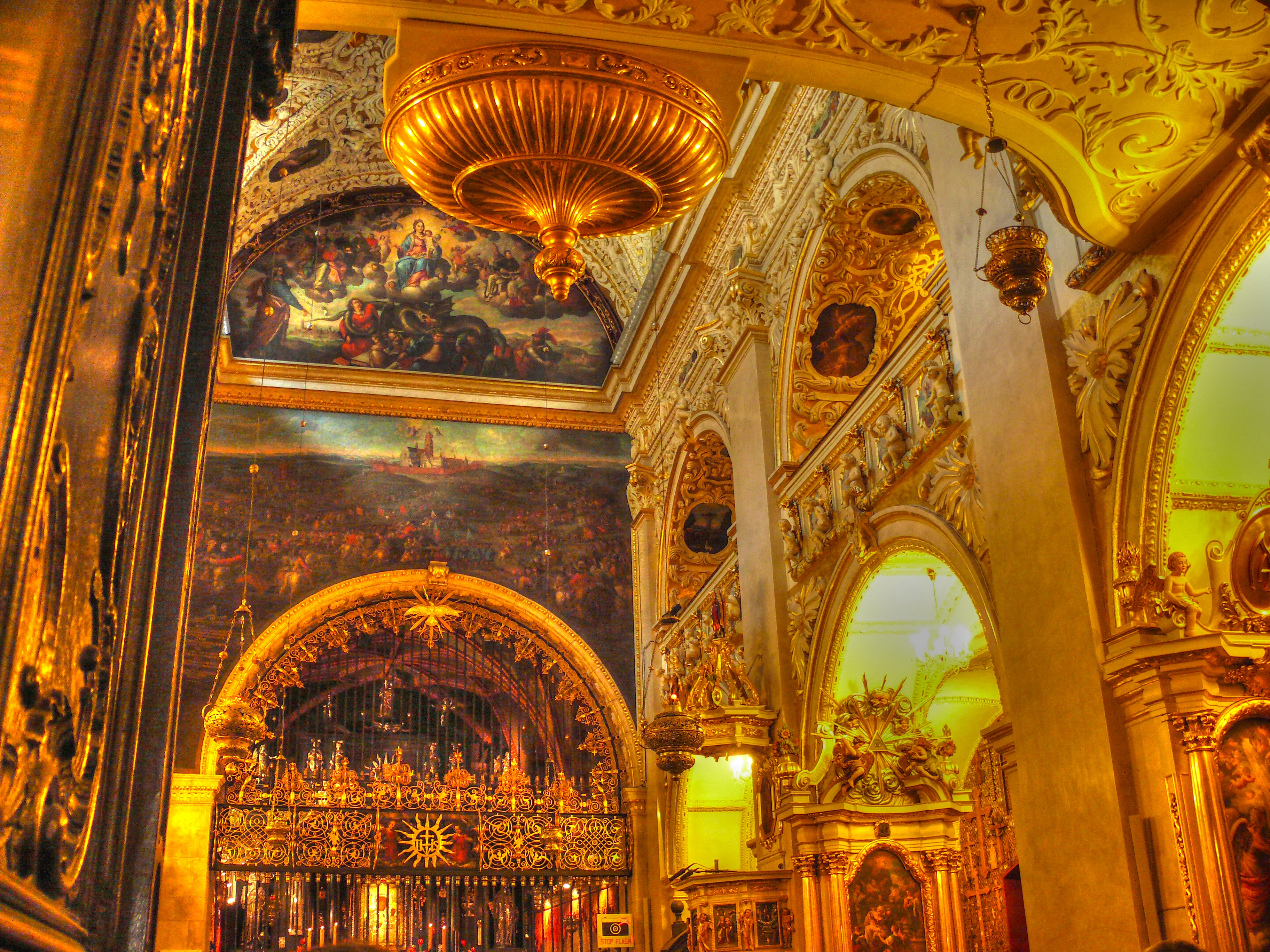
La Cappella della Madonna
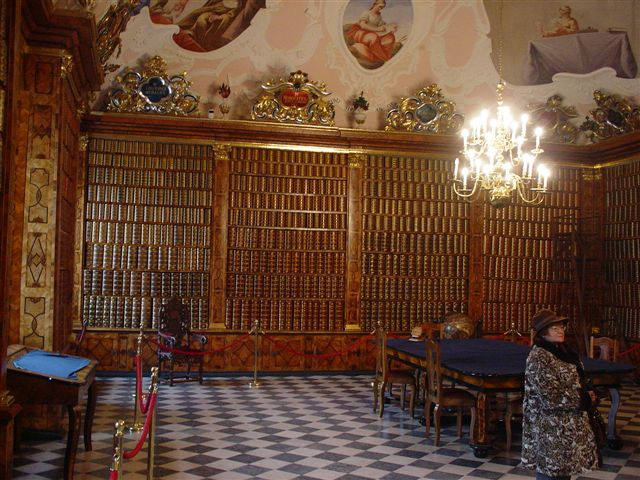
Biblioteca del monastero
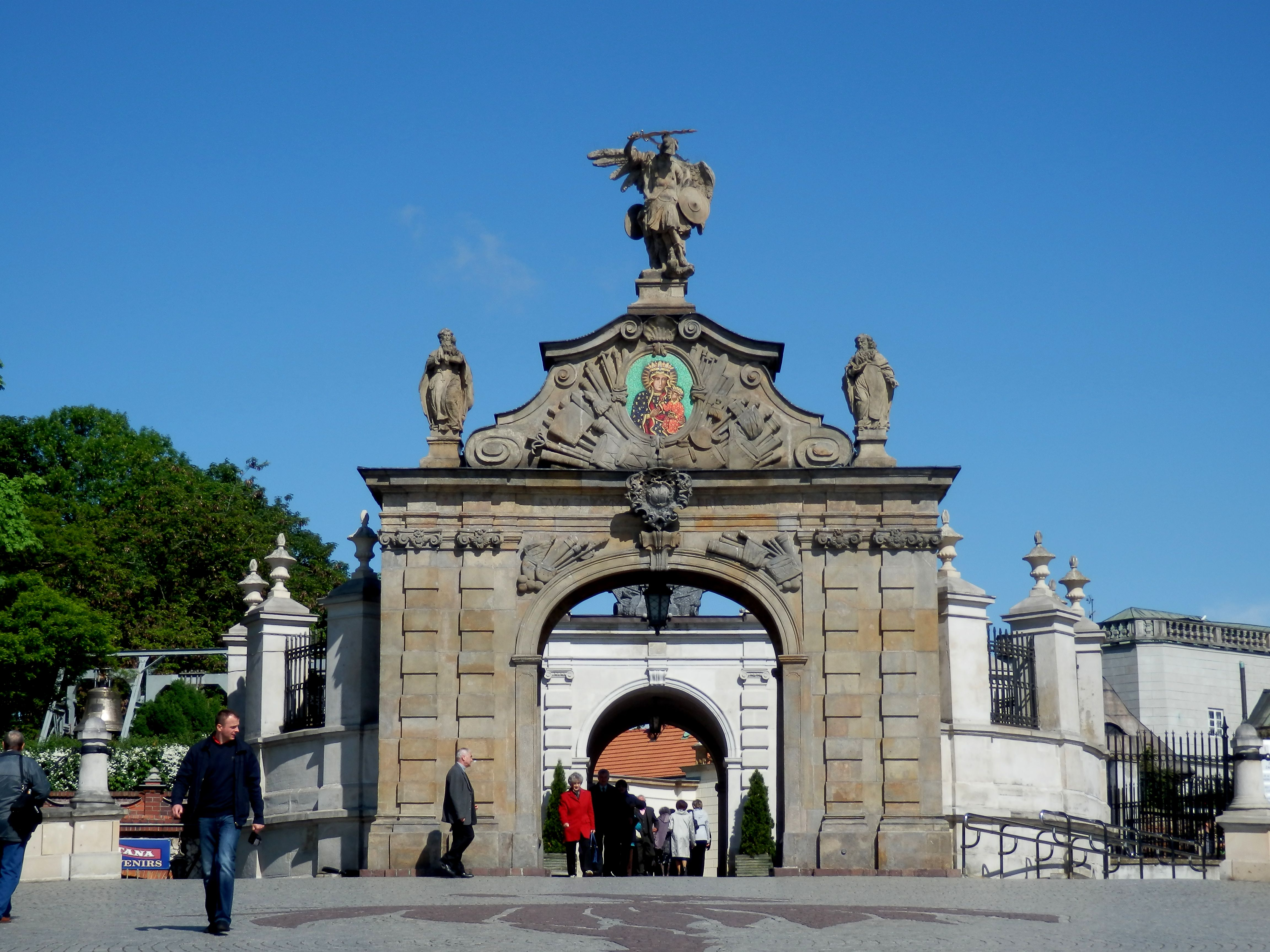
L'entrata principale